# 桑达莫赫
桑达莫赫（羅馬化：Sandarmokh）是俄罗斯卡累利阿共和国距梅德韦日耶戈尔斯克12公里处的林地丘陵。

## 历史
20世纪90年代当地地方史学家尤里·德米特里耶夫在此地发现了苏联大清洗时期9000多人在此地被枪决。其中约1000人来自索洛维茨基隔离营。1998年起此地建立起纪念碑。为了美化在桑达莫赫发现的万人坑，俄罗斯官方组织军事史学会曾派工作人员前往当地试图寻找被芬兰军人杀死的苏联士兵的遗骸。
德米特里耶夫因此发现遭俄罗斯当局迫害并于2016年被捕，遭当局以“恋童癖”的罪名投入监狱。其后，他所属的非政府组织“纪念”也于2021年底遭俄国查禁。该组织2022年获诺贝尔和平奖。